# Airton (Royaume-Uni)
Pour les articles homonymes, voir Airton (homonymie).
Airton est un petit village et une paroisse civile du Yorkshire du Nord, en Angleterre, situé à 16 km au nord-ouest de Skipton. La population comptait 227 habitants au recensement de 2021.

## Histoire
Airton est répétorié dans le Domesday Book, le village tire son nom de la rivière Aire qui longe son bord oriental. À la fin des années 1600, une importante communauté Quaker s'est développée dans le village autour de la Friends Meeting House. En usage pendant la majeure partie de son histoire, ce bâtiment a été restauré entre 2010 et 2012 et continue d'accueillir une réunion quaker active.
D'autres bâtiments importants à Airton comprennent un chalet sur le village Green, une ancienne chapelle méthodiste (maintenant fermée) et un ancien moulin sur la rivière Aire qui est utilisé comme résidence privée. Il n'y a pas de pub ou de bureau de poste dans ce village ; cependant, il y a un magasin de ferme et un salon de thé à Town End Farm sur la route de Malham,.
Airton se trouve dans la paroisse ecclésiastique de l’église Saint-Michel (en) du village de Kirkby Malham,.

## Tourisme

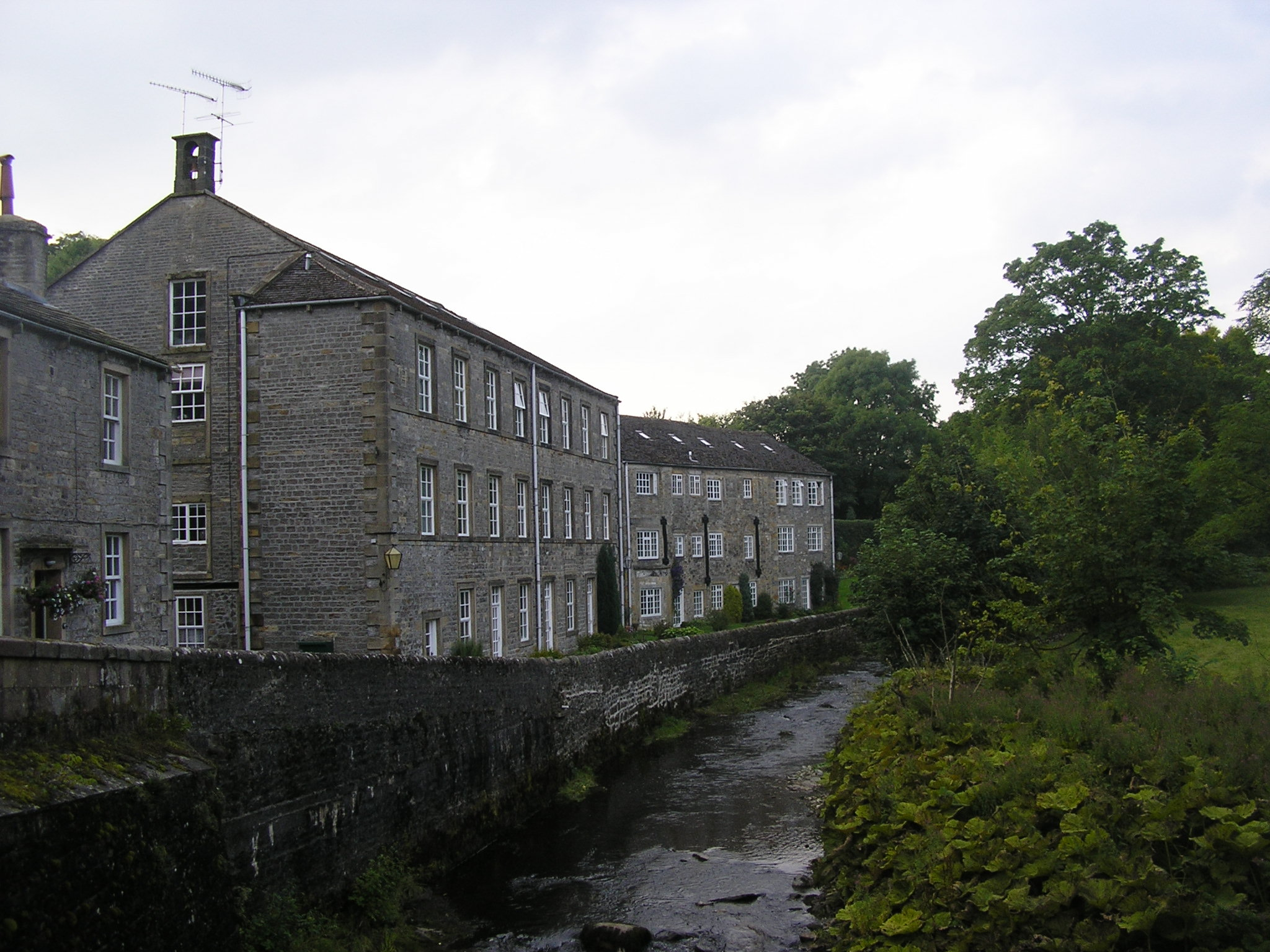
L'ancien moulin au bord de la rivière Aire.

Le village se trouve dans le parc des Yorkshire Dales et se trouve sur la route touristique vers Malham Cove et Malham Tarn (en). Le Pennine Way passe autour du village, le long de la rivière. La piste cyclable du chemin des Roses (en) traverse le village sur la route entre Settle et Grassington.

## Transports
Il y a un arrêt de bus dans le village avec des liaisons quotidiennes vers Malham et Skipton. De plus, les routes locales relient le village à la route A65 (en).